# 黄斑褶鮡
黄斑褶鮡（学名：Pseudecheneis sulcatus）为輻鰭魚綱鯰形目鮡科褶鮡属的鱼类，俗名脂脂嘴、香条把、飞机鱼。分布于缅甸、印度以及雅鲁藏布江、伊洛瓦底江、怒江、澜沧江等水系，主要生活于中游河流的支流或山溪、伏卧石面以及不甚游动，體長可達20公分。该物种的模式产地在印度梅加拉亚邦卡西丘陵。